# Barnsley (bedrijf)
Barnsley is een Brits historisch merk van motorfietsen. 
William Barnsley was een bedstee-fabrikant uit het Engelse Wolverhampton.
Hij bouwde ook ongeveer twaalf motorfietsen, de eerste al in 1898. Barnsley claimde de eerste te zijn geweest die een motorblok in een frame monteerde, een methode die pas in 1901 door de gebroeders Werner werd gepatenteerd. Voor de bewering van Barnsley bestaat geen bewijs, maar er is wel sprake van een patent dat door hem verkocht zou zijn aan Humber.